# Kecamatan Seputih Banyak
Kecamatan Seputih Banyak (indonesiska: Seputih Banyak) är ett distrikt i Indonesien.   Det ligger i provinsen Lampung, i den västra delen av landet, 210 km nordväst om huvudstaden Jakarta.